# Códices mesoamericanos

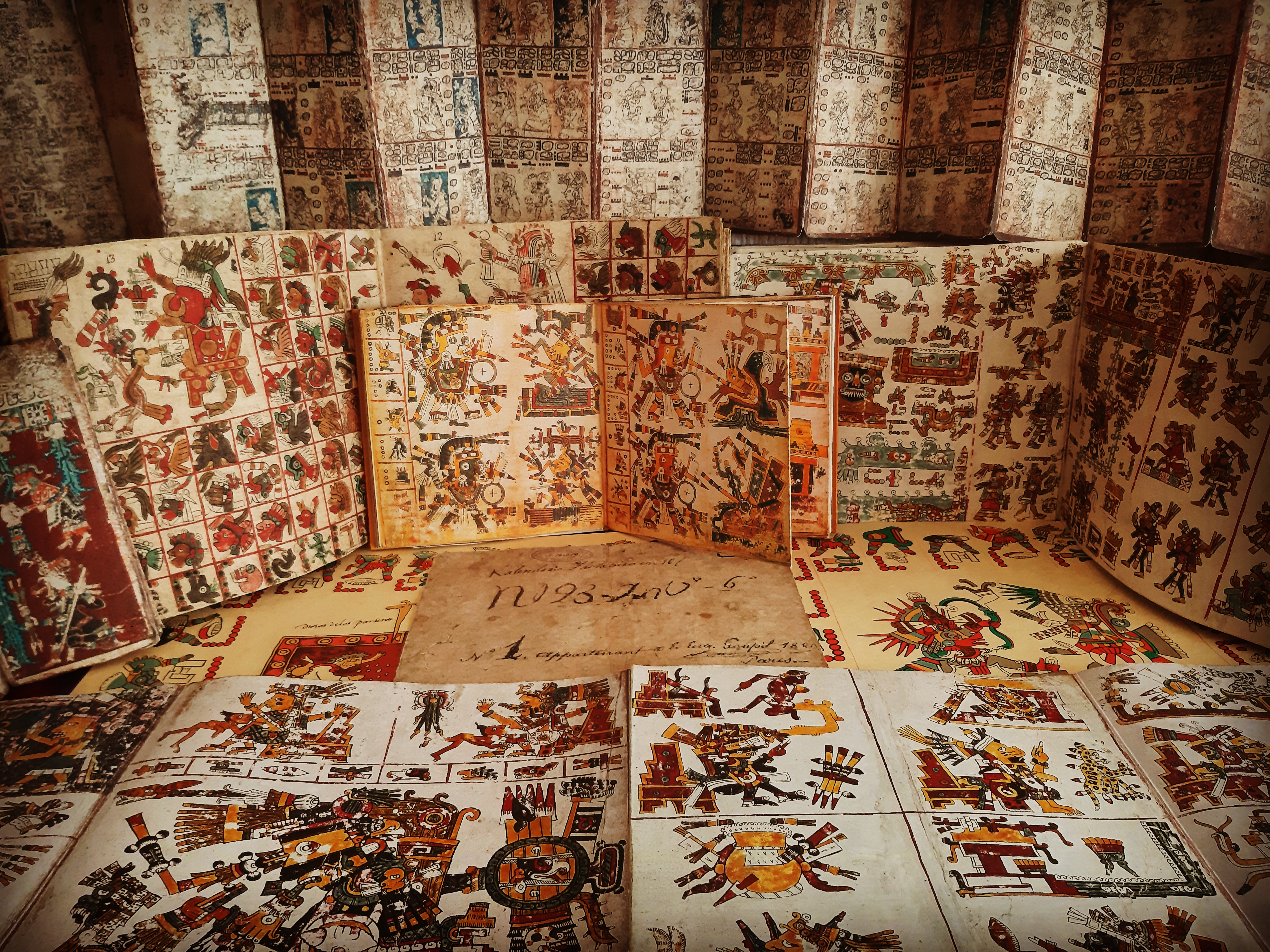
Algunos ejemplos de facsímiles de códices mesoamericanos

Los códices mesoamericanos son manuscritos  que presentan características de la tradición pictórica mesoamericana, ya sea por su contenido, estilo, o por sus convenciones simbólicas, sin importar si son prehispánicos o coloniales. La presencia de sistemas de escritura mesoamericanos es una característica importante de dichos documentos, aunque en una enorme cantidad de casos dichos signos pueden estar compementaddos con textos alfabéticos coloniales. Quizás los códices mejor conocidos son los códices aztecas, mayas, y mixtecos, pero otras culturas como los tlaxcaltecas, purépechas, otomíes, zapotecos y cuicatecos, son también creadoras de manuscritos igualmente relevantes. 

## Formatos
Durante el siglo XIX, la palabra 'códice' se popularizó para designar cualquier manuscrito pictórico de la tradición mesoamericana. En realidad, los manuscritos precolombinos, estrictamente hablando, no son códices, pues dicha palabra denota denota libros manuscritos hechos con pergamino, papiro u otros materiales, exceptuando el papel, que además tienen la característica de estar cosidos por uno de sus lados. Muchos códices mesoamericanos coloniales son efectivamente códices por su formato, pero los libros precolombinos tenían formatos distintos, siendo algunos de ellos los siguientes:
- Tira Un manuscrito pintado o dibujado sobre una tira larga, más o menos estrecha, compuesta por hojas de papel amate o piel de venado. Esto es el formato más importante, pues varios de los otros formatos derivan de éste. Un ejemplo bien conocido es el Códice Boturini.

- Biombo Un manuscrito pintado en una tira y plegado a la manera de un acordeón. Un ejemplo clásico es el Códice Borgia.
- Rollo Una tira que ha sido enrollada. Un ejemplo es el Rollo Selden.
- Lienzo Un rectángulo de tela, generalmente de gran formato. El Lienzo de Quauhquechollan es un ejemplo notable.

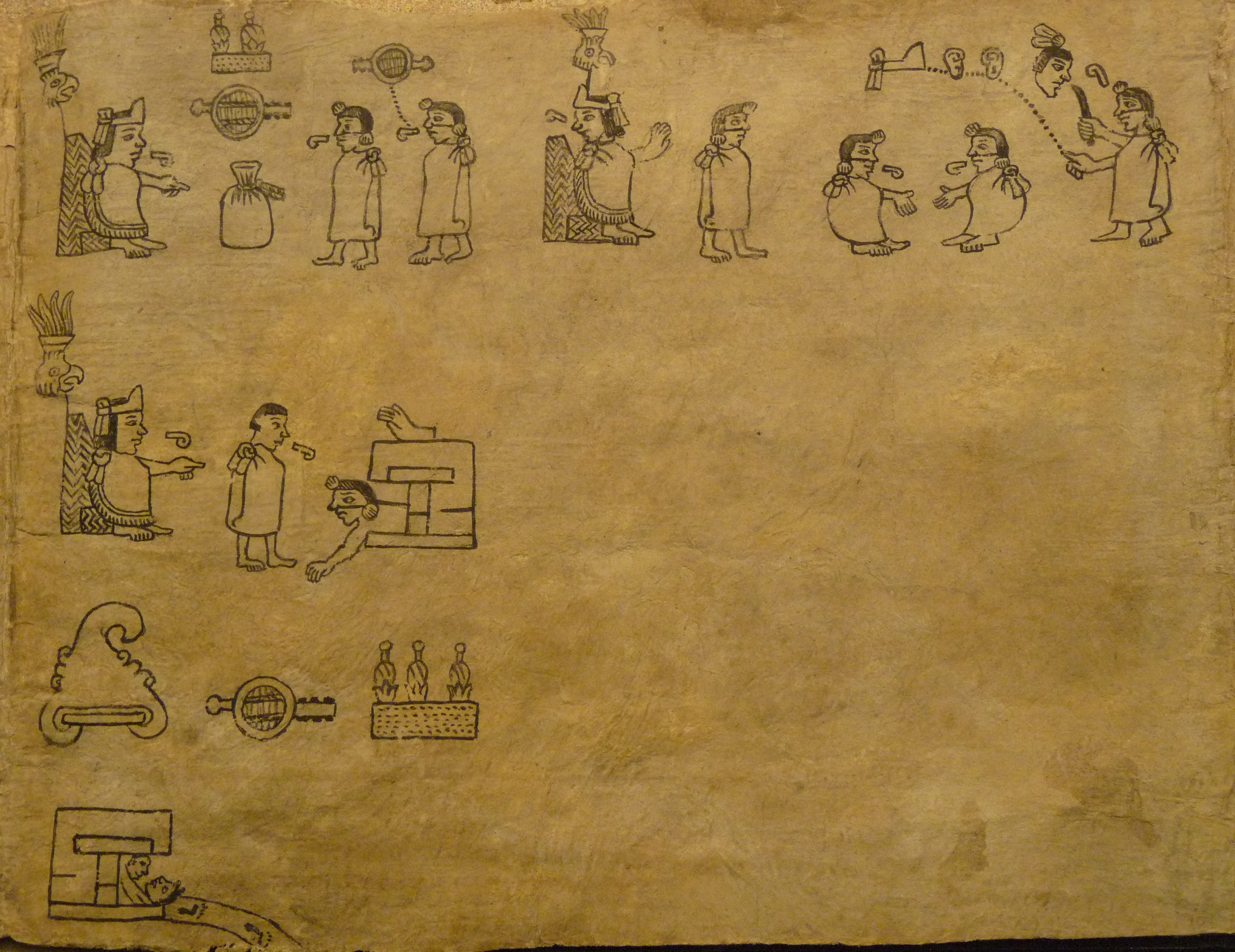
La Tira de la peregrinación
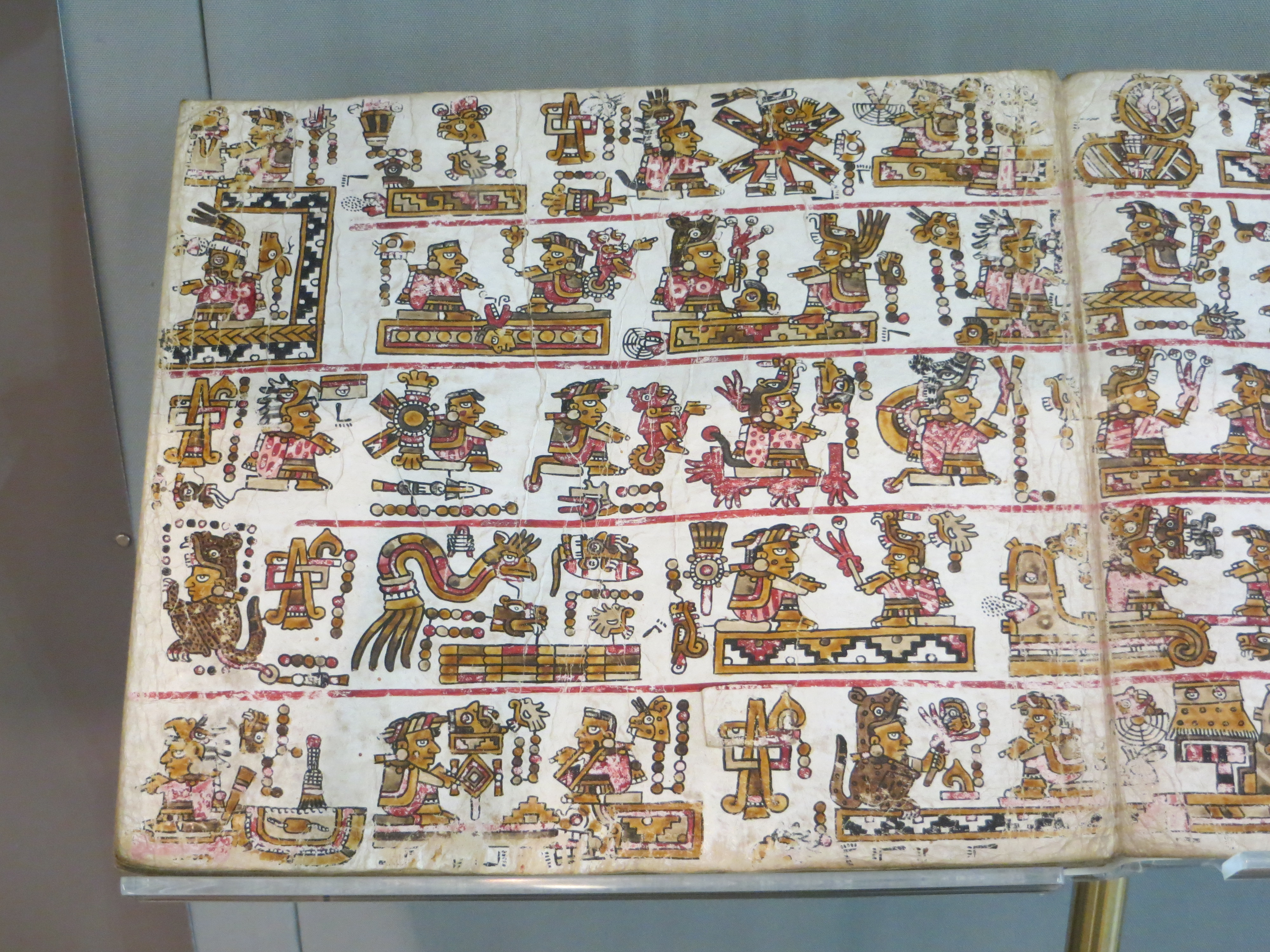
El códice Bodley, un libro tipo biombo
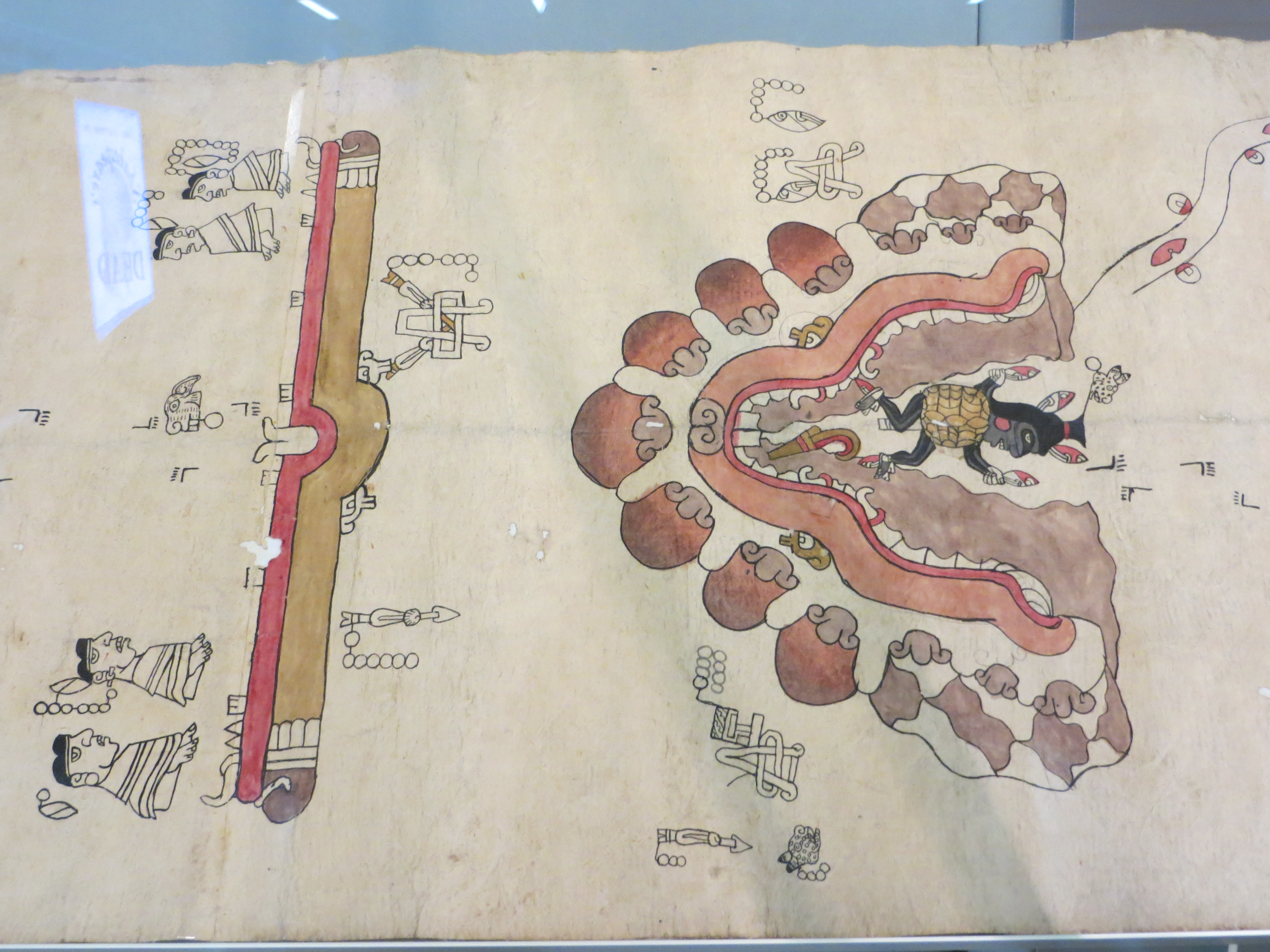
El rollo Selden
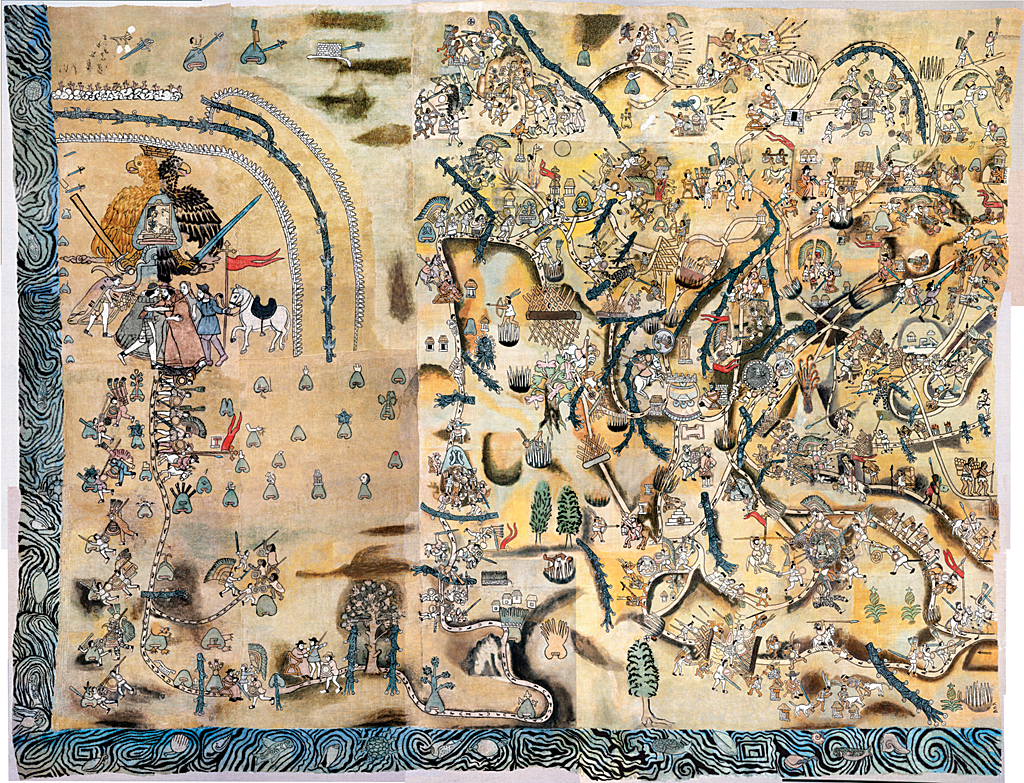
El Lienzo de Quauhquechollan, una tela de gran formato

## Clasificación
Según Donald Robertson y John B. Glass, los primeros eruditos en proponer un censo exhaustivo de tales documentos, cinco categorías pueden ser distinguidas entre los códices. La primera es la de códices pictóricos tradicionales (la cual llamaremos "códices mesoamericanos tradicionales" en este artículo), que comprenden los números 1-599 en su catálogo. La segunda categoría es la de las pinturas y mapas de las Relaciones Geográficas, un conjunto de cuestionarios elaborados por la burocracia colonial del Imperio español durante el reinado de Felipe II (números 601-699). La tercera categoría la de los códices Techialoyan, manuscritos coloniales tardíos creados durante el siglo XVIII con la intención de servir como documentos legales para las comunidades indígenas, los cuales muestran un noticeable semejanza en estilo y formato, y comparten un origen regional (números 701-799). La cuarta categoría es la de catecismos pictográficos, también sabido como Testerianos (números 801-899). La quinta la categoría es la de códices falsificados. Finalmente, la categoría de códices no-pictóricos que describen códices perdidos fue contemplada, pero no utilizada, por Robertson y Glass (número 1000 en adelante), aunque los ejemplos de tales documentos son muy pocos.
Además esta clasificación primaria, estos documentos pueden ser clasificados según su origen, región, y temática. Así, con respecto a su origen, los manuscritos pueden ser distinguidos como precolombinos (como aquellos del grupo Borgia), aquellos producido bajo patronazgo español (siendo un ejemplo notable el Códice Mendoza), códices indígenas coloniales (por ejemplo, el Códice Xolotl), y códices coloniales mixtos (como el Lienzo de Tlaxcala). Con respecto a su temática, estos documentos comprenden los siguientes temas: calendárico-rituales, históricos, genealógicos, cartográficos, cartográfico-históricos, económicos, etnográficos, y misceláneos.
Los códices pueden comprender muchas regiones: el occidente de México (principalmente Michoacán), el centro de México (Ciudad de México, el Estado de México, Guerrero, Hidalgo, Morelos, Puebla, Tlaxcala y partes de Veracruz), Oaxaca, el sureste de México (Chiapas y Yucatán) y Guatemala. Diversas escuelas regionales han sido identificadas para el caso de los códices del centro de México: la división clásica fue propuesta por Donald Robertson, quien distinguió las escuelas de Tenochtitlan, Tlatelolco y Texcoco.

### Códices mesoamericanos tradicionales

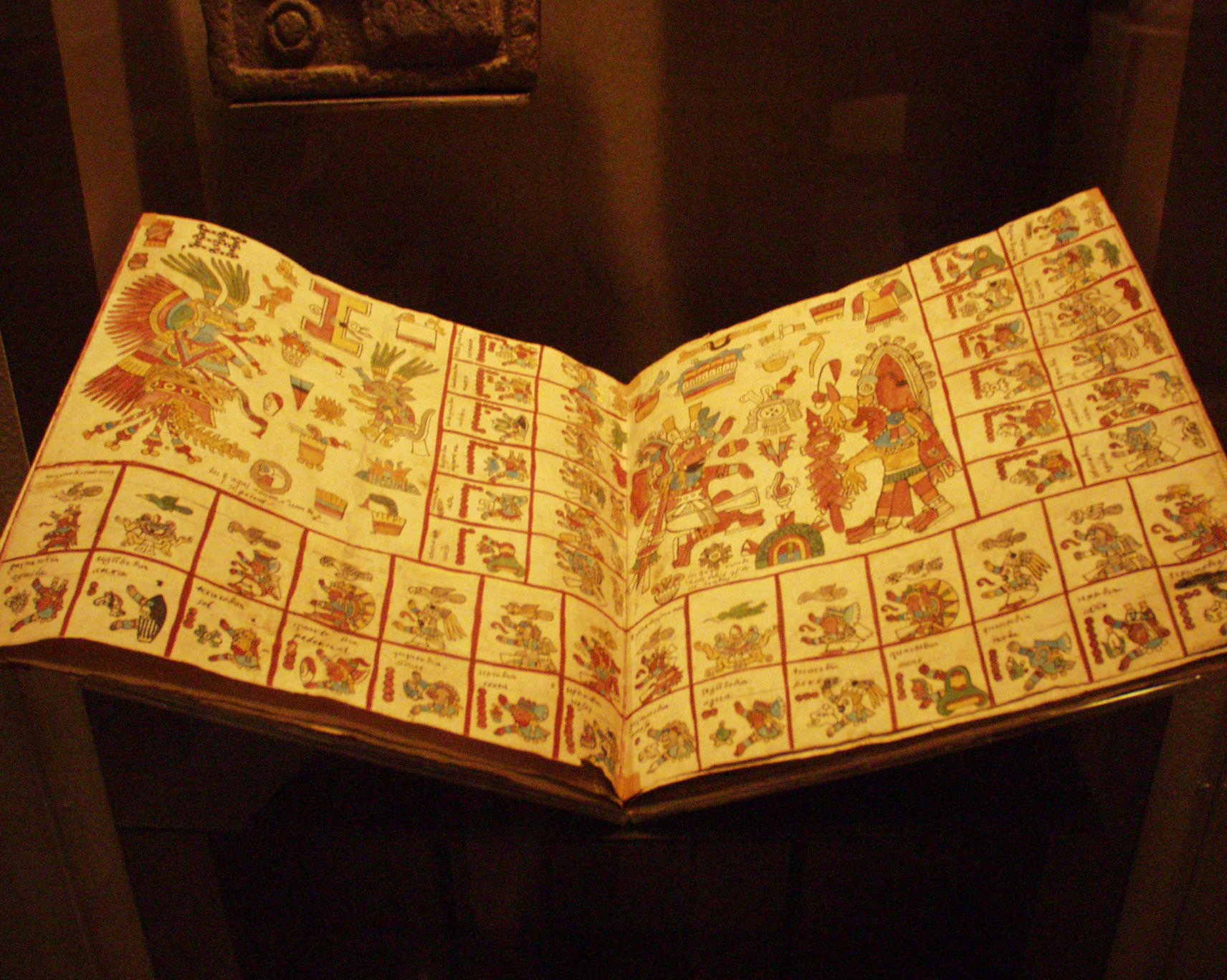
Códice Borbónico, un códice mesoamericano tradicional

Esta categoría comprende la mayoría de códices precolombinos y coloniales, y es por mucho la mejor estudiada. Los manuscritos en esta categoría son numerosos, contando 434 en el censo de Robertson y Glass, y su número se ha incrementado gracias al descubrimiento de códices tradicionales en pueblos mexicanos. Un ejemplo de una adición reciente sería el Códice Cuaxicala, un documento pictórico del siglo XVI actualmente conservado por dicha comunidad, en Huachinango, Puebla. Una lista de los manuscritos más representativos de esta categoría sería la siguiente:
- Códices prehispánicos: Tonalamatl Aubin, Códice Borbónico, Códice Borgia, Códice Cospi, Códice Féjérvari-Mayer, Códice Laud y Códice Vaticano B, el Manuscrito núm. 20 de Aubin 20, el Códice Bodley, Códice Colombino, Códice Nutall, Códice Vindobonensis Mexicanus I, Códice de Dresde, Códice Madrid, el Códice de París, y el Códice Maya de México.
- Códices creados bajo el patronaje español: Códice Durán, Códice Ramírez, las ilustraciones de los Primeros Memoriales de Fray Bernardino de Sahagún, Códice Florentino, Códice Ríos, Códice Telleriano Remensis, Códice Ixtlilxochitl, Códice Tudela, Códice Magliabechiano, Códice Mendoza, la Matrícula de Tributos, Códice de la Cruz-Badiano, Relación de Michoacán.
- Códices coloniales indígenas: Del Valle de México: Códice Aubin, Códice Azcatitlan, Rueda Calendárica Boban, Códice Boturini, Códice en Cruz, Plano en papel de maguey, Códice Mexicanus, Mapa Quinatzin, Mapa Sigüenza, Tira de Tepechpan, Mapa Tloztin, Códice Xolotl. De México Central: Códices Azoyu 1 y 2, Mapas de Cuauhtinchan 1-3, Códice Huamantla, Códice Huichapan, Humboldt fragmento 1, Historia Tolteca-Chichimeca, Anales de Tula. De Oaxaca: Lienzo Antonio de León, Códice Becker núm. 2, Lienzo de Coixtlahuaca núm. 1 y 2, Códice Fernández Leal, Lienzo de Santiago Ilhuitlan, Lienzo de Santa María Nativitas, Códice Porfirio Díaz, Rollo Selden, Lienzo de Zacatepec núm. 1.
- Códices coloniales indígenas mixtos: Registros de historia colonial: Lienzo de Cuauhquechollan, Códice de Tlatelolco, Lienzo de Tlaxcala; Genealógicos: Confirmación des elecciones de Calpan, Genealogía Circular de Nezahualcóyotl, Genealogía de los Príncipes mexicanos, Genealogía de Tlatzantzin, Genealogía de Zolin; Mapas y documentos histórico-cartográficos: Lienzo de Chalchihuitzin Vásquez, Mapa de Coatlinchan, Mapa circular de Cuauhquechollan, Códice Kinsborough, Lienzo de Misantla, Mapa de San Antonio Tepetlan. Códices económicos y registros de terrenos: Códice de Santa María Asunción, Códice Chavero, Códice Cozcatzin, Matrícula de Huejotzingo, Humboldt fragmentos, Códice Kinsborough, Códice Mariano Jiménez, Códice Osuna, Oztoticpac Mapa de Tierras, Libro de Tributos de San Pablo Teocaltitlan, Censo de Tepoztlan, Mapa catastral de Tepoztlan, Códice de Tlamapa núm. 3, Códice Vergara, Planos de Xochimilco, Códice Santa Anita Zacatlalmanco.[1]

- Códices contemporáneos: Esta categoría, no contemplado por Robertson y Glass, comprende todos los códices indígenas recientes hechos con técnicas tradicionales, como los manuscritos de Alfonso García Téllez.[2]

Dentro de estas categorías, existen algunos subgrupos de códices que están estrechamente emparentados por su temática o por compartir un prototipo común existe. Entre los más famosos están los siguientes:
- Grupo Borgia: Esto grupo comprende el Códice Borgia, Códice Cospi, Códice Féjérvari-Mayer, Códice Laud y Códice Vaticano B,
- Huitzilopochtli Grupo: Este grupo establece la relación entre los códices Telleriano Remensis y Ríos.
- Grupo del lienzo de Tlaxcala: Este grupo comprende todas las versiones pictóricas indígenas de la conquista española desde el punto de vista tlaxcalteca, conocidas en conjunto como Lienzo de Tlaxcala. Está compuesto por tres originales, todos perdidos hoy en día, y 11 copias, muchas incompletas.
- Códices Mayas: El Códice de Dresde, Códice Madrid, Códice París y el Códice Maya de México
- Grupo Magliabechiano: Este grupo ha sido estudiado en extenso por José Batalla Rosado. A él pertenecen el Códice Tudela, Libro de Figuras, Códice Ritos y Costumbres, Códice Magliabechiano, Códice Ixtlilxochitl I, Códice Veytia y algunas imágenes de las Décadas de Antonio de Herrera.
- Grupo Nutall: Códice Colombino, Códice Bodley, Códice Nuttall, Códice Selden y Códice Vindobonensis Mexicanus I.
- Dibujos de Sahagún: Primeros Memoriales y Códice Florentino.

### Pinturas de lasRelaciones Geográficas

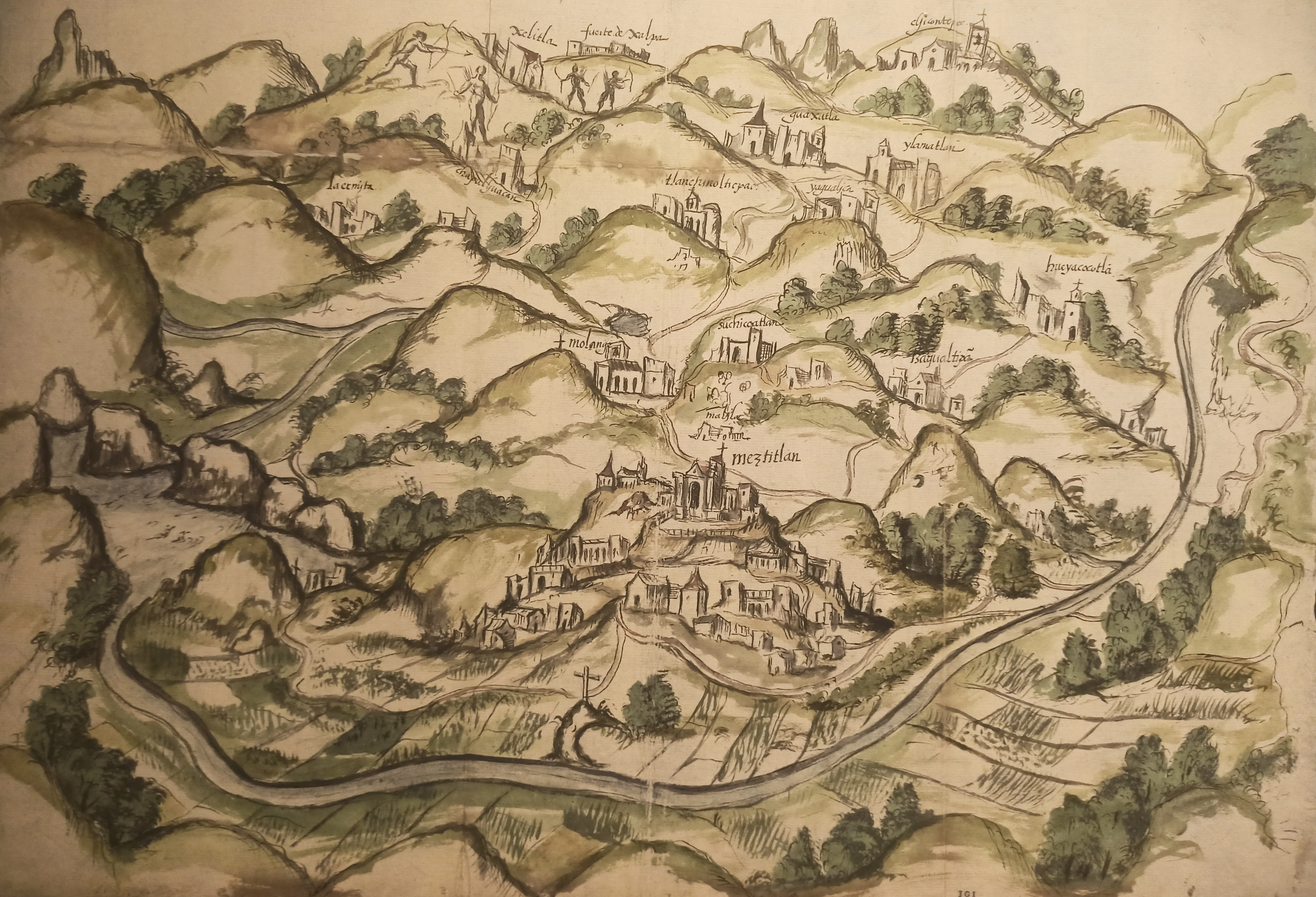
Mapa de Metztitlan, de la Relación Geográfica de Metztitlán (1579)

Este grupo comprende todas las pinturas e ilustraciones que acompañan a las Relaciones Geográficas, una serie de documentos producidos a raíz de los cuestionarios distribuidos a los territorios bajo la jurisdicción de Felipe Segundo, rey de España, durante los años 1579–1585. Además de su inestimable valor etnohistórico y geográfico, las Relaciones a menudo incluyen mapas que muestran elementos de la tradición cartográfica nativa.

### Códices Techialoyan

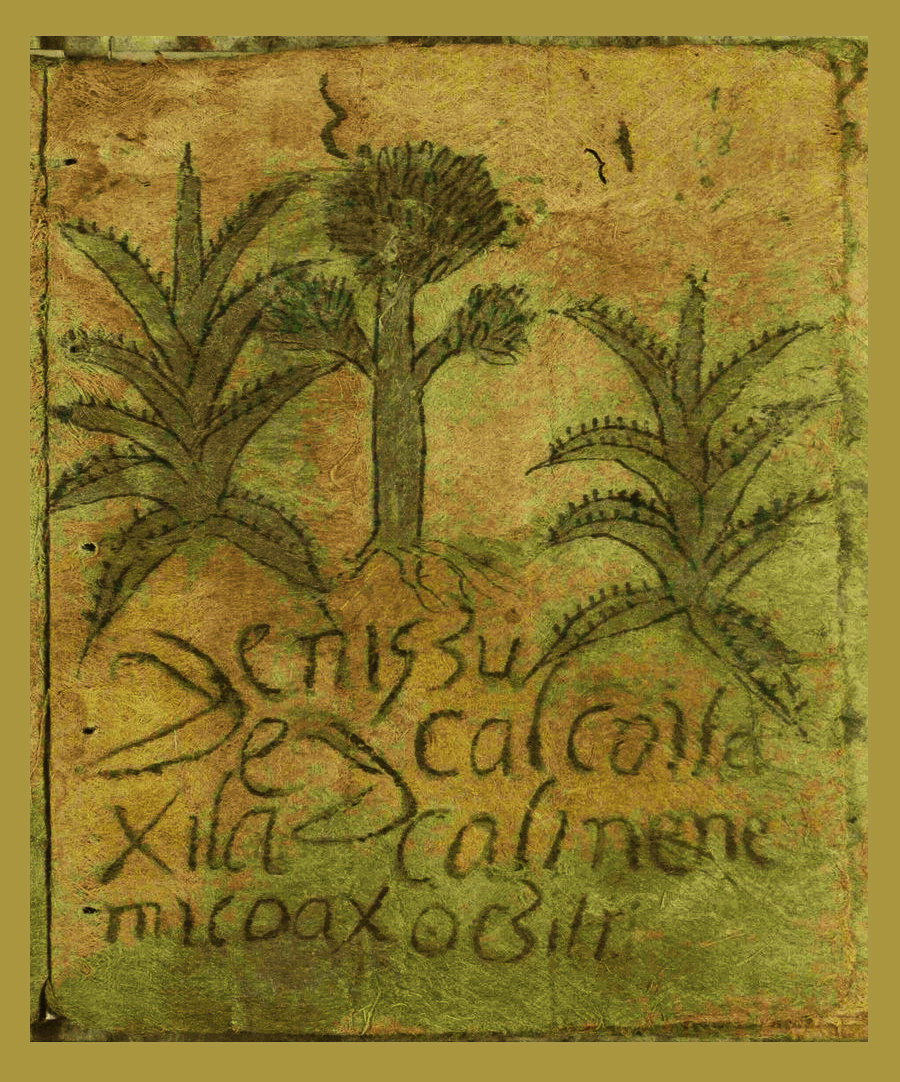
El Códice Techialoyan de Cuajimalpa, un ejemplo de un manuscrito Techialoyan

Los códices Techialoyan son un grupo de manuscritos indígenas mexicanos que toman su nombre del Códice de San Antonio Techialoyan. Estos documentos fueron producidos durante el siglo XVIII, y tienen varios elementos en común, incluyendo el uso de papel amate, la presencia de glosas alfabéticas en náhuatl, su estilo artístico, su propósito legal y el hecho que fueron creados en ciertos pueblos del Estado de México. Fueron clasificados originalmente por Robert Barlow. Algunos de ellos fueron producidos por artistas indígenas locales con el fin de ser reconocidos como documentos de tierras para la administración española colonial. Un ejemplo importante de esta clase es el Códice Techialoyan García Granados.

### Catecismos pictográficos
Los catecismos pictográficos, también conocidos como códices testerianos, son documentos que contienen oraciones, artículos de fe, o partes del catecismo católico representadas mediante imágenes mnemotécnicas o jeroglíficos creados ad hoc. Se lllaman "testerianos" porque alguna vez fueron considerados como invención del fraile franciscano Jacobo de Testera; sin embargo, la gran mayoría de los documentos de esta tradición no tienen relación con Testera, quién ni siquiera fue el primer fraile en utilizarlos. Por tanto, ciertos eruditos los consideran creaciones indígenas más que españolas, y el uso del término ha sido descontinuado en trabajos académicos recientes. A pesar de lo anterior, los catecismos pictográficos forman un grupo claramente identificable, caracterizado por el uso de un nuevo repertorio iconográfico y jeroglífico no relacionado con la escritura indígena anterior. Debido al estado fragmentario y disperso de estos manuscritos, muchos de los cuales carecen de nombre todavía, el estudio de este grupo es todavía incipiente. Los estudios más importantes incluyen aquellos de Joaquín Galarza, Anne Whited Normann, y Elizabeth Hill-Boone.

### Códices falsificados
Esta categoría comprende falsificaciónes creadas durante los siglos XIX y XX para engañar a instituciones y coleccionistas individuales con respecto a su autenticidad. Varían notablemente con respecto a sus contenidos, materiales y técnicas. Algunos son puramente fantásticos, mientras que otros combinan fuentes y estilos indígenas dispares. Los materiales an desde papel amate, hasta fibras de agave, pergaminos, tela, pieles de animales e incluso fibra de coco. Ejemplos notables en esta categoría son el Códice Moguntiacus, el Códice de Lieberec y el Códice Hall. Finalmente, esta categoría comprende algunos documentos encontrados recientemente, como el Códice Cardona, que todavía está esperando para ser confirmado como falsificado, un códice Techialoyan o un códice tradicional.

### Códices no pictóricos
Los manuscritos que describen códices pictóricos perdidos son relativamente raros; esta categoría fue contemplada, pero no utilizada, por Glass y Robertson, pero en años recientes, ejemplos de tales documentos han salido a la luz. Un ejemplo es el Códice Cabezón, una copia textual de Códice Tudela que nunca fue ilustrado, y el Códice Fiestas, una copia del perdido Libro de Figuras; dicho documento contiene bocetos de ilustraciones que nunca fueron completadas.

## Pictografía y escritura

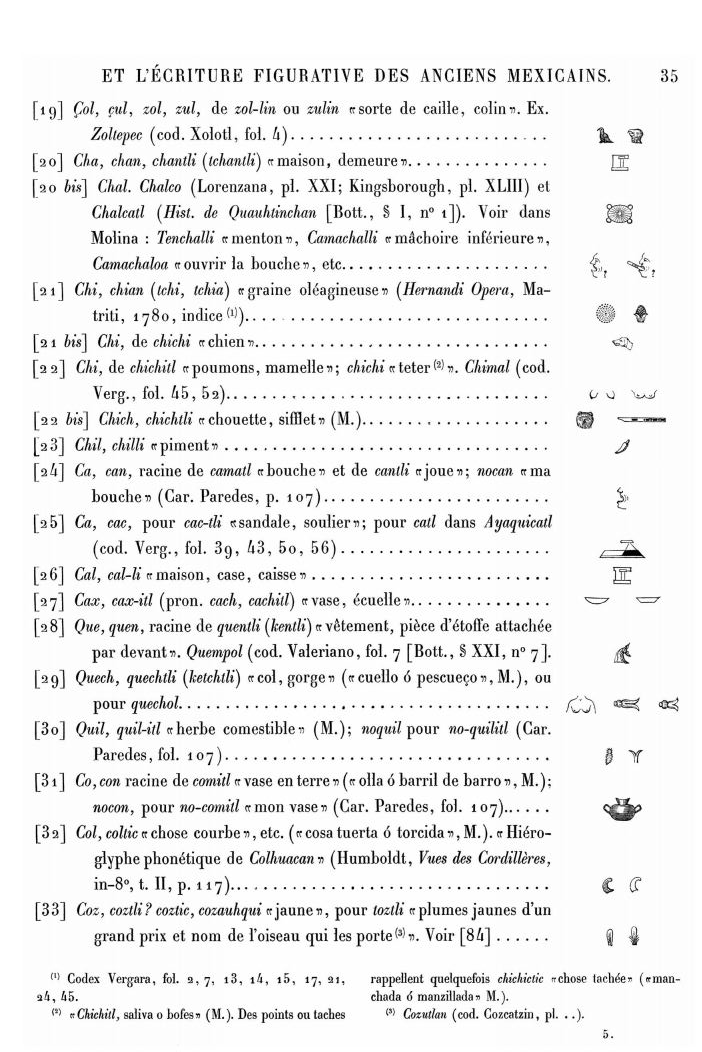
Lista de signos de escritura náhuatl en el trabajo de Alexis Aubin (1885).

La relación entre imagen y escritura en los códices mesoamericanos ha sido objeto de una larga controversia. Mientras la polémica ha sido resuelta en lo que respecta a la cultura maya, cuyo sistema de escritura es reconocido hoy en día como de tipo logosilábico, la relación entre imagen y escritura en los códices no mayas, los cuales constituyen la gran mayoría de estos documentos, no ha alcanzado un consenso académico. Los especialistas actuales están divididos entre la gramatología, la cual considera que estos documentos son una mezcla de iconografía y escritura, y la semasiografía, la cual considera que son un sistema de comunicación gráfico que admite la glotografía o representación limitada del lenguaje. Con respecto a su adscripción lingüística, el problema reside en el hecho de que algunos de los códices más importantes resultan imposibles de asignar a cualquier lengua particular debido a la aparente ausencia de fonetismo en ellos (como es el caso del Códice Borgia), mientras otros códices ilustran narraciones en español en lugar de narraciones en lenguas indígenas (caso del Códice Magliabechiano), o son una mezcla de glosas alfabéticas en español y náhuatl con escritura jeroglífica indígena (como el Códice Mendoza). En vista de lo anterior, la clasificación original de estos documentos por Glass y Robertson fue originalmente agnóstica en términos de la polémica anteriormente mencionada, así como con respecto a la afiliación lingüística de estos documentos, una situación que, a vista de la ausencia de consenso, esencialmente se conserva.